# بيرثي ويلك
بيرثي ويلك (بالدنماركية: Birthe Wilke)‏ هي مغنية وشاعرة وممثلة دنماركية، ولدت في 19 مارس 1936 في كوبنهاغن في الدنمارك.

## وصلات خارجية
- بيرثي ويلك على موقع IMDb (الإنجليزية)
- بيرثي ويلك على موقع ميوزك برينز (الإنجليزية)
- بيرثي ويلك على موقع ديسكوغز (الإنجليزية)
- بيرثي ويلك على موقع قاعدة بيانات الفيلم (الإنجليزية)